# Гарсия Арно д’Астарак
Гарсия Арно (фр. García Arnaud; ум. до 975) — граф Астарака с ок. 960 года, второй сын графа Арно I Гарсии Нонната.

## Биография

### Правление
Год рождения Арно неизвестен. Он был вторым из четырёх сыновей графа Арно Гарсии. Старший брат Арно, Гильом, умер раньше отца, поэтому после смерти графа Арно ему наследовал Гарсия. При этом в состав его владений уже не входил Маньоак, выделенный Арно, графу д’Ор, младшему брату Гарсии.
О правлении Гарсии известно мало. Его имя упоминается в «Кодексе Роды». Также его имя упоминается в акте о дарении четырёх церквей в епархии Комменжа монастырю Святой Марии в Оше, датированном примерно 955 годом. 27 апреля около 970 года Гарсия подписал акт о дарении земли Франкон монастырю Святой Марии в Симорре.
Гарсия умер ранее 975 года и ему наследовал его сын Арно II под регентством дяди Арно, графа д’Ор.

### Брак и дети
Имя жены Гарсии неизвестно. Дети:
- Арно II (ум. ок. 1022/1023), граф Астарака не позднее чем с 975 года